# Sarascelis rebiereae
Espèce
Sarascelis rebiereae est une espèce d'araignées aranéomorphes de la famille des Palpimanidae.

## Distribution
Cette espèce est endémique de Côte d'Ivoire.

## Publication originale
- Jézéquel, 1964 : Araignées de la savane de Singrobo (Côte d'Ivoire). II.-Palpimanidae et Zodariidae. Bulletin du Muséum National d'Histoire Naturelle de Paris, vol. 36, p. 326-338.